# Modelo organizacional
Modelo organizacional corresponde a uma determinada estrutura organizacional em planejamento. Esse modelo define como as tarefas são formalmente distribuídas, agrupadas e coordenadas; cada empresa adota o melhor modelo para sua organização segundo suas estratégias. A estrutura da organização influencia diretamente o desempenho, a gestão e os resultados da empresa, e o modelo deve ser escolhido de forma a garantir a melhor eficiência possível da empresa.
“A estrutura organizacional constitui uma cadeia de comando, ou seja, uma linha de autoridade que interliga as posições da organização e define quem se subordina a quem.” Chiavenato, p.85
Fatores que determinam um modelo organizacional:
- especialização do trabalho
- departamentalização
- cadeia de comando
- amplitude de controle
- centralização e descentralização

## História
A Teoria Clássica da administração surgiu em meados de 1916, na França. A teoria clássica estudava e dava ênfase na estrutura da organização, enquanto a Administração científica dava ênfase às tarefas realizadas pelos operários. O objetivo de ambas era descobrir e desenvolver maneiras de tornar a organização cada vez mais eficiente, no entanto, a Teoria Clássica estudava como todas as partes envolvidas na organização poderiam se desenvolver para atingir essa eficiência. Fundada por Henry Fayol (1841-1925), a Teoria Clássica entende que a organização é uma estrutura. Assim, caracteriza essa teoria a preocupação com a estrutura e a forma da organização. É a partir desta teoria, que via a divisão do trabalho, que acarretava na especialização, como parte essencial para se atingir a eficiência do trabalho na organização, que surgiu o termo departamentalização. Os "modelos organizacionais" são definidos segundo o tipo de departamentalização escolhida; são estruturas de divisões com focos diferentes (por exemplo função, produtos ou serviços, geográfica, processos ou projetos), que estabelecem as bases de como a organização como um todo, como seus processos, os indivíduos que nela trabalham, suas posições e tarefas se relacionam.

## Estrutura simples
A estrutura simples é caracterizada pelo baixo grau de departamentalização, grande amplitude de controle, autoridade centralizada e pouca formalização. A estrutura simples corresponde a uma organização bastante horizontal, com funções bastante flexíveis e um líder principal. Essa é uma forma que pequenas empresas costumam adotar. É uma estrutura que permite comunicação direta entre os funcionários, não há especialização de tarefas, há pouca padronização de procedimentos e os diretores e proprietários participam das atividades cotidianas da organização. Essa estrutura costuma ser usada também por empresas que trabalham com apenas uma linha de produtos, em um mercado muito específico e cujas estratégias competitivas costumam ser foco no custo ou foco na diferenciação.
Alguns benefícios dessa estrutura são: a fácil comunicação entre os funcionários da organização, o acesso aos superiores, como diretores e proprietários é rápida, permitindo eficaz resolução de certos problemas. Dado que as tarefas não são especializadas, os funcionários costumam ter uma visão mais global da empresa, torna-se mais fácil obter informações dentro da organização.
No entanto, a partir do momento que o mercado dessa organização ou sua linha de produtos desenvolve-se a ser maior ou mais complexa, essa estrutura pode tornar-se obsoleta, o fato de não haver processos bem padronizados ou tarefas específicas pode atrasar os processos e perde-se parte da vantagem competitiva que se tinha antes.

## Estrutura Funcional (U-Form/ Burocracia)
A estrutura funcional é sustentada pela padronização. É caracterizada por tarefas operacionais padronizadas, pela especialização de funções, por regras e regulamentos formais, pela baixa flexibilidade, pequena interação entre departamentos, autoridade centralizada, pequena amplitude de controle e processo decisório bastante rígido. A empresa é dividida em departamentos funcionais, por exemplo, o departamento de finanças, o departamento de marketing, de recursos humanos e assim por diante. Nessa estrutura, cada departamento é responsável por suas próprias atividades, e para a comunicação interdepartamental existem procedimentos específicos a serem seguidos para que a comunicação seja facilitada e padronizada.

### Algumas vantagens dessa estrutura são
- Há uma maior especialização por área de conhecimento, ou seja, cada departamento, como tem todo o know-how de especialistas nessa área em um mesmo ambiente, a comunicação interna é bem desenvolvida e a transferência de conhecimento é alta. Além de permitir maiores oportunidades de crescimento pessoal de cada trabalhador, dado que há quase sempre alguém que conheça tão bem ou melhor a especialidade do departamento e assim torna-se fácil o aprendizado de novas técnicas, novos procedimentos e assim por diante.
- As atividades de cada trabalhador são bem definidas e específicas, concentrando eficazmente as competências pessoais e facilitando o treinamento da equipe.
- É uma estrutura recomendada para empresas cuja área de atuação permitam que seus produtos ou serviços não precisem ser modificados no curto prazo, e para ambientes de mercado estáveis.

### Algumas desvantagens dessa estrutura são
- Há uma grande necessidade de se ter diretores que coordenem as atividades entre os departamentos, e exige um trabalho difícil de sinergia interdepartamental.
- Torna-se mais difícil se adaptar a mudanças externas e fragiliza a flexibilidade da organização, por causa da forte concentração e o foco intradepartamental.
- Os trabalhadores podem acabar focando demais nos objetivos do departamento, dando menos ênfase aos objetivos e estratégias globais da empresa.

## Estrutura Multidivisional (M-Form)
A "estrutura multidivisional" é caracterizada de divisões independentes, cada uma representando um centro ou um negócio separado. Cada divisão é como uma "sub-unidade" da empresa toda, é um departamento que sobrevive independente dos outros. Essa estrutura é comumente usada em empresas grandes, que têm grandes quantidades de informações estratégicas, ou adota a focalização geográfica (divisão da América Latina, da Europa e da Ásia), por exemplo.

### Algumas vantagens dessa estrutura
- Direitos de tomada de decisão são delegados a funcionários em níveis mais baixos na hierarquia, que costumam ter conhecimento específico sobre sua área de atuação e podem implementar com maior eficácia soluções e novos procedimentos.
- A descentralização das decisões permite que a gerência da organização foque em decisões estratégicas e globais.

### Algumas desvantagens dessa estrutura
- Os diretores de cada unidade tendem a focar em seus próprios objetivos, e isso maximiza valor para a organização desde que não exista dependência entre as unidades da empresa.
- Conflitos de interesse entre as unidades podem também se desenvolver

## Matricial
A estrutura matricial (Departamentalização Matricial) une duas formas de departamentalização: funcional e multidivisional. Ao mesmo tempo em que a empresa possui departamentos especializados (recursos humanos, financeiro, produção etc) os funcionários também são direcionados a unidades geográficas ou produtivas. Então ao mesmo tempo que o funcionário trabalha em seu departamento, trabalha também na unidade para qual ele foi designado. Organizações que estão em constante mudanças, sempre com novos projetos ou produtos costumam adotar essa estrutura. Cada funcionário é designado a um grupo durante um certo projeto, e quando este termina, o mesmo funcionário é realocado com uma nova equipe em um novo produto.

### Algumas vantagens dessa estrutura
- Um projeto ou produto tem a opinião e expertise de especialistas de todas as áreas envolvidas e assim pode se desenvolver com maior eficiência.
- O nível de conhecimento dos funcionários, tanto sobre a empresa como sobre seus produtos, aumenta. Já que cada funcionário está sempre em projetos diferentes, ou tem de se atentar para duas áreas que ele trabalha, o nível de informação requerido do funcionário é maior.
- A empresa consegue se adaptar melhor a mercados que estão em constante mudança, pois sua adaptabilidade é maior.

### Algumas desvantagens dessa estrutura
- É uma estrutura muito difícil de ser implementada. Problemas com funcionários tendo de responder a mais de um chefe pode criar conflitos.
- Pode haver também um maior custo de influência, o funcionário perderá mais tempo tentando influenciar ambos os chefes.
- Funcionários podem não se sentir incentivados a se preocuparem com o sucesso do seu time de trabalho, que está sempre mudando, e dar preferência ao resultado que o produto trará ao seu departamento.
- Conflitos entre os diretores dos departamentos que o funcionário responde podem se desenvolver, e o custo para resolver esses conflitos se torna alto.

|                            | Estrutura simples | Burocracia | Estrutura matricial |
| -------------------------- | ----------------- | ---------- | ------------------- |
| Especialização do trabalho | Baixa             | Alta       | Alta                |
| Departamentalização        | Baixa             | Alta       | Alta                |
| Cadeia de comando          | Curta             | Longa      | Curta (dupla)       |
| Amplitude de controle      | Alta              | Baixa      | Média               |
| Centralização              | Alta              | Alta       | Baixa               |
| Formalização               | Baixa             | Alta       | Média               |

Opções de novos modelos organizacionais:

## A estrutura de equipe
Estrutura de equipe- tem sido difícil implementar os conceitos de equipe na pratica. A cadeia vertical de comando sempre constitui um poderoso meio de comando, seja das pessoas, das funções ou dos processos, mas seu ponto frágil é jogar a responsabilidade para a cúpula e isentar a base da organização de qualquer compromisso. As equipes estão se tornando uma forma bastante comum de organizar as atividades do trabalho em geral, as organizações estão utilizando equipes como seu principal meio de coordenação. Ao coordenar e integrar, ela desmonta as antigas barreiras departamentais e descentraliza o processo decisório nas equipes, fazendo com que as pessoas tenham de ser tanto generalistas como especialistas. É comum encontrar equipes auto gerenciada cuidando de unidades estratégicas de negócios com total autonomia e liberdade. Os lideres das diversas equipes formam uma equipe, a "equipe lideres", enquanto os executivos regionais também participam de uma equipe. Nas grandes organizações ainda baseadas no modelo burocrático, a estrutura de equipe complementa a burocrático para aumentar a eficiência da padronização, proporcionando flexibilidade e agilidade para o velho modelo. A maior parte das organizações de tecnologia como a Motorola, usa equipes auto gerenciadas ou estruturam suas atividades e projetos de pesquisa em torno de equipes como a HP Boeing, ela é transitória, existindo enquanto durar o projeto ou a missão. Podem participar mais de uma equipe, como: equipe de apoio, técnica ou operacional. O importante é que os membros possam participar simultaneamente.

### Vantagens
- Redução das barreiras entre departamentos
- aumento do compromisso das pessoas pela maior proximidade entre elas.
- Mais flexibilidade da estrutura organizacional
- menor tempo de reação aos requisitos do cliente e às mudanças ambientais, pois as decisões da equipe são mais rápidas por dispensar aprovação hierárquica.
- Participação das pessoas devido ao total envolvimento em projetos globais em vez de tarefas estreitas e monótonos do departamento, as tarefas são enriquecidas e ampliadas.
- Menores custos administrativos, pois a criação de equipes derruba a hierarquia requerendo poucos gerentes para a sua supervisão.

### Desvantagens
- Maior tempo despendido para a coordenação por meio de reuniões.
- Pode provocar descentralização exagerada e não planejada, nem sempre os membros da equipe tomam decisões de acordo com os objetivos organizacionais ou departamentais por falta de noção corporativa e tendem a tomar decisões que são boas para a equipe mas que não podem ser más para a organização como um todo.

## A organização virtual
A organização virtual é caracterizada pelo uso da tecnologia da informação como base e sustentação para sua formação. Ela usa ferramentas da tecnologia para unir pessoas, processos e recursos sem precisar de um espaço físico para tal. Essas organizações são formadas por "parceiros", que são corporações reais que se unem para atingir um objetivo comum; são organizações em rede e costumam ser temporárias.

## A organização sem fronteiras
Busca eliminar a cadeia de comando, ter amplitude, ilimitada de controle e substituir departamentos por equipes autônomas.